# Seaford (Delaware)
Seaford er en amerikansk by og administrativt centrum i det amerikanske county Sussex County i staten Delaware. Byen har 7.957(2020) indbyggere.